# James A. Garfield síremléke
James A. Garfield síremléke (James A. Garfield Memorial) a clevelandi Lake View-temetőben (Lake View Cemetery) áll.

## Története
James A. Garfield 1881. szeptember 19-én halt meg, miután 79 nappal korábban merényletet követtek el ellene egy washingtoni vasútállomáson. Koporsóját vonaton szállították a Lake View-temetőbe, ahol egy ideiglenes kriptában helyezték el.
Ohióban bizottság (Garfield Natl. Monument Assn.) alakult az elnök emlékművének felállítására, amelyben helyet kapott John D. Rockefeller és Benjamin Harrison is. Nemzetközi pályázatot írtak ki, amelyet George Keller connecticuti építész nyert meg, akit John S. Chapple londoni építész segített. Az építkezés 1885. október 6-án kezdődött.
A sírját magába foglaló emlékművet egy dombtetőn építették fel. A mauzóleumból kör alapú, nagyjából 15 méter átmérőjű és 60 méter magas torony emelkedik. Az épületet ohiói homokkőből emelték és széles teraszon áll, amelyre lépcsősor vezet fel. Az épületet 1890. május 30-án adták át.
A mauzóleum belsejében, az emlékteremben az elnök, Alexander Doyle által megformált márványszobrát helyezték el. Az anyagot egy Carrara-közeli bányából fejtették ki, amelyet még Leonardo da Vinci nyitott meg. Az aranyozott mozaikkal díszített kupolát gránitoszlopok tartják, a természetes fény festett üvegablakokon keresztül áramlik be. Az épületen öt domborművet helyeztek el, amelyek Garfield életének fontos eseményeit ábrázolják. Az egykori politikus látható tanárként, képviselőként és elnökként. A paneleken, amelyek Casper Buberl munkái, több mint száz életnagyságú figura kapott helyet, közöttük Rutherford B. Hayes és William Tecumseh Sherman alakja.
A kripta a csarnok alatt van, abban helyezték el Garfield és felesége,  Lucretia bronzkoporsóját. A kriptában találhatók az elnök lánya, Mary Garfield Stanley-Brown és férje, Joseph Stanley Brown hamvait tartó urnák.

## Felújítási munkák
Az emlékművet 1984-ben hosszabb időre bezárták, hogy elvégezhessék a szükséges felújítási munkákat, amelyekhez 500 ezer dolláros szövetségi segítséget kapott a temető. A felújított mauzóleumot 1985-ben nyitották meg. A 2020-as években újabb felújításon esett át.